# Ле Мимозе (Империја)
Ле Мимозе је насеље у Италији у округу Империја, региону Лигурија.
Према процени из 2011. у насељу је живело 81 становника. Насеље се налази на надморској висини од 104 м.